# محوطه خسرو خانی
محوطه خسرو خانی در شهرستان سیاهکل، شهر دیلمان واقع شده و این اثر در تاریخ ۱۱ شهریور ۱۳۸۲ با شمارهٔ ثبت ۹۹۴۳ به‌عنوان یکی از آثار ملی ایران به ثبت رسیده‌است.